# Scherma ai Giochi della XIV Olimpiade - Sciabola individuale maschile
La competizione della sciabola individuale maschile  di scherma ai Giochi della XIV Olimpiade si tenne i giorni 12 e 13 agosto 1948 presso il Palace of Engineering Wembley.

## Risultati

### 1º Turno
Si è disputato il 12 agosto. Otto gruppi eliminatori i primi tre classificati accedevano ai quarti di finale turno. A qualificazioni acquisite alcuni assalti non si sono disputati.
| Pos. | Atleta           | Nazione        | Vittorie | Sconfitte |
| ---- | ---------------- | -------------- | -------- | --------- |
| 1    | Salah Dessouki   | Egitto         | 4        | 1         |
| 2    | Antonio Haro     | Messico        | 4        | 2         |
| 3    | Svatopluk Skýva  | Cecoslovacchia | 4        | 1         |
| 4    | Roberto Mañalich | Cuba           | 3        | 3         |
| 5    | Arthur Pilbrow   | Gran Bretagna  | 3        | 3         |
| 6    | Rıza Arseven     | Turchia        | 1        | 4         |
| 7    | Kauko Jalkanen   | Finlandia      | 0        | 5         |

| Pos. | Atleta              | Nazione       | Vittorie | Sconfitte |
| ---- | ------------------- | ------------- | -------- | --------- |
| 1    | Jacques Lefèvre     | Francia       | 4        | 0         |
| 2    | Willem van den Berg | Paesi Bassi   | 3        | 0         |
| 3    | Robin Brook         | Gran Bretagna | 3        | 2         |
| 4    | Benito Ramos        | Messico       | 1        | 3         |
| 5    | Sabri Tezcan        | Turchia       | 1        | 3         |
| 6    | Erkki Kerttula      | Finlandia     | 0        | 4         |

| Pos. | Atleta           | Nazione        | Vittorie | Sconfitte |
| ---- | ---------------- | -------------- | -------- | --------- |
| 1    | Hubert Loisel    | Austria        | 5        | 0         |
| 2    | Jean Levavasseur | Francia        | 4        | 2         |
| 3    | Farid Abou-Shadi | Egitto         | 4        | 2         |
| 4    | Jaroslav Starý   | Cecoslovacchia | 3        | 3         |
| 5    | Ivan Osiier      | Danimarca      | 2        | 3         |
| 6    | Nils Sjöblom     | Finlandia      | 1        | 5         |
| 7    | Fidel Luña       | Messico        | 0        | 4         |

| Pos. | Atleta              | Nazione        | Vittorie | Sconfitte |
| ---- | ------------------- | -------------- | -------- | --------- |
| 1    | Alois Sokol         | Cecoslovacchia | 6        | 0         |
| 2    | Heinz Putzl         | Austria        | 4        | 2         |
| 3    | Juan Paladino       | Uruguay        | 4        | 2         |
| 4    | Ivan Ruben          | Danimarca      | 2        | 3         |
| 5    | Andrés Neubauer     | Cile           | 2        | 4         |
| 6    | Merih Sezen         | Turchia        | 1        | 4         |
| 7    | Ioannis Karamazakis | Grecia         | 1        | 5         |

| Pos. | Atleta                       | Nazione     | Vittorie | Sconfitte |
| ---- | ---------------------------- | ----------- | -------- | --------- |
| 1    | Eddy Kuijpers                | Paesi Bassi | 4        | 1         |
| 2    | Fernando Huergo              | Argentina   | 3        | 2         |
| 3    | Aage Leidersdorff            | Danimarca   | 3        | 2         |
| 4    | Werner Plattner              | Austria     | 2        | 3         |
| 5    | Otto Greter                  | Svizzera    | 2        | 3         |
| 6    | Nikolaos Khristogiannopoulos | Grecia      | 1        | 4         |

| Pos. | Atleta                  | Nazione     | Vittorie | Sconfitte |
| ---- | ----------------------- | ----------- | -------- | --------- |
| 1    | Edgardo Pomini          | Argentina   | 5        | 0         |
| 2    | Antoni Sobik            | Polonia     | 4        | 1         |
| 3    | Frans Mosman            | Paesi Bassi | 3        | 2         |
| 4    | Walter Widemann         | Svizzera    | 2        | 3         |
| 5    | Roland Asselin          | Canada      | 1        | 4         |
| 6    | João António de Menezes | Cuba        | 0        | 5         |

| Pos. | Atleta                | Nazione   | Vittorie | Sconfitte |
| ---- | --------------------- | --------- | -------- | --------- |
| 1    | Jorge Cermesoni       | Argentina | 4        | 1         |
| 2    | Maurice Gramain       | Francia   | 3        | 2         |
| 3    | Mohamed Zulficar      | Egitto    | 3        | 2         |
| 4    | Teodor Zaczyk         | Polonia   | 3        | 2         |
| 5    | Ignacio Goldstein     | Cile      | 2        | 3         |
| 6    | Athanasios Nanopoulos | Grecia    | 0        | 5         |

| Pos. | Atleta             | Nazione       | Vittorie | Sconfitte |
| ---- | ------------------ | ------------- | -------- | --------- |
| 1    | Roger Tredgold     | Gran Bretagna | 4        | 1         |
| 2    | Estevão Molnar     | Brasile       | 4        | 1         |
| 3    | Jorge Sarria       | Perù          | 3        | 2         |
| 4    | Bo Eriksson        | Svezia        | 3        | 2         |
| 5    | Bolesław Banaś     | Polonia       | 1        | 4         |
| 6    | Alphonse Ruckstuhl | Svizzera      | 0        | 5         |

Gli schermidori finalisti della prova a squadre passano direttamente il turno
| Atleta          | Nazione     |
| --------------- | ----------- |
| Tibor Berczelly | Ungheria    |
| Aladár Gerevich | Ungheria    |
| Pál Kovács      | Ungheria    |
| Gastone Darè    | Italia      |
| Vincenzo Pinton | Italia      |
| Carlo Turcato   | Italia      |
| Dean Cetrulo    | Stati Uniti |
| George Worth    | Stati Uniti |
| Tibor Nyilas    | Stati Uniti |

### Quarti di finale
Si sono disputati il 13 agosto. Quattro gruppi i primi quattro classificati accedevano alle semifinali. 
A qualificazioni acquisite alcuni assalti non si sono disputati.
| Pos. | Atleta           | Nazione     | Vittorie | Sconfitte |
| ---- | ---------------- | ----------- | -------- | --------- |
| 1    | Jean Levavasseur | Francia     | 6        | 0         |
| 2    | Tibor Berczelly  | Ungheria    | 5        | 1         |
| 3    | Dean Cetrulo     | Stati Uniti | 4        | 3         |
| 4    | Hubert Loisel    | Austria     | 4        | 2         |
| 5    | Frans Mosman     | Paesi Bassi | 2        | 4         |
| 6    | Farid Abou-Shadi | Egitto      | 2        | 4         |
| 7    | Jorge Sarria     | Perù        | 1        | 5         |
| 8    | Jorge Cermesoni  | Argentina   | 1        | 6         |

| Pos. | Atleta              | Nazione     | Vittorie | Sconfitte |
| ---- | ------------------- | ----------- | -------- | --------- |
| 1    | Gastone Darè        | Italia      | 5        | 1         |
| 2    | Jacques Lefèvre     | Francia     | 5        | 1         |
| 3    | George Worth        | Stati Uniti | 4        | 2         |
| 4    | Antoni Sobik        | Polonia     | 4        | 3         |
| 5    | Willem van den Berg | Paesi Bassi | 3        | 4         |
| 6    | Fernando Huergo     | Argentina   | 2        | 4         |
| 7    | Estevão Molnar      | Brasile     | 2        | 5         |
| 8    | Heinz Putzl         | Austria     | 0        | 5         |

| Pos. | Atleta          | Nazione        | Vittorie | Sconfitte |
| ---- | --------------- | -------------- | -------- | --------- |
| 1    | Aladár Gerevich | Ungheria       | 7        | 0         |
| 2    | Vincenzo Pinton | Italia         | 5        | 2         |
| 3    | Salah Dessouki  | Egitto         | 4        | 3         |
| 4    | Antonio Haro    | Messico        | 3        | 4         |
| 5    | Roger Tredgold  | Gran Bretagna  | 3        | 4         |
| 6    | Eddy Kuijpers   | Paesi Bassi    | 3        | 4         |
| 7    | Juan Paladino   | Uruguay        | 2        | 5         |
| 8    | Svatopluk Skýva | Cecoslovacchia | 1        | 6         |

| Pos. | Atleta            | Nazione        | Vittorie | Sconfitte |
| ---- | ----------------- | -------------- | -------- | --------- |
| 1    | Pál Kovács        | Ungheria       | 6        | 0         |
| 2    | Tibor Nyilas      | Stati Uniti    | 5        | 1         |
| 3    | Aage Leidersdorff | Danimarca      | 5        | 2         |
| 4    | Carlo Turcato     | Italia         | 5        | 3         |
| 5    | Alois Sokol       | Cecoslovacchia | 3        | 4         |
| 5    | Edgardo Pomini    | Argentina      | 3        | 4         |
| 5    | Robin Brook       | Gran Bretagna  | 3        | 5         |
| 8    | Maurice Gramain   | Francia        | 2        | 5         |
| 9    | Mohamed Zulficar  | Egitto         | 0        | 8         |

### Semifinali
Si sono disputate il 13 agosto. Due gruppi i primi quattro classificati accedevano alla finale. 
A qualificazioni acquisite alcuni assalti non si sono disputati.
| Pos. | Atleta            | Nazione     | Vittorie | Sconfitte |
| ---- | ----------------- | ----------- | -------- | --------- |
| 1    | Pál Kovács        | Ungheria    | 6        | 0         |
| 2    | George Worth      | Stati Uniti | 5        | 1         |
| 3    | Vincenzo Pinton   | Italia      | 5        | 2         |
| 4    | Tibor Nyilas      | Stati Uniti | 4        | 3         |
| 5    | Jean Levavasseur  | Francia     | 3        | 4         |
| 6    | Carlo Turcato     | Italia      | 2        | 4         |
| 7    | Salah Dessouki    | Egitto      | 1        | 5         |
| 8    | Aage Leidersdorff | Danimarca   | 0        | 7         |

| Pos. | Atleta          | Nazione     | Vittorie | Sconfitte |
| ---- | --------------- | ----------- | -------- | --------- |
| 1    | Jacques Lefèvre | Francia     | 6        | 1         |
| 2    | Aladár Gerevich | Ungheria    | 5        | 1         |
| 3    | Gastone Darè    | Italia      | 5        | 1         |
| 4    | Antonio Haro    | Messico     | 4        | 3         |
| 5    | Tibor Berczelly | Ungheria    | 4        | 3         |
| 6    | Antoni Sobik    | Polonia     | 1        | 5         |
| 7    | Dean Cetrulo    | Stati Uniti | 1        | 5         |
| 8    | Hubert Loisel   | Austria     | 0        | 7         |

### Finale
Si è disputata il 13 agosto.
| Pos.    | Atleta          | Nazione     | Vittorie | SF | SC | Incontri | Incontri | Incontri | Incontri | Incontri | Incontri | Incontri | Incontri |
| Pos.    | Atleta          | Nazione     | Vittorie | SF | SC | GER      | PIN      | KOV      | LEF      | WOR      | DAR      | NYI      | HAR      |
| ------- | --------------- | ----------- | -------- | -- | -- | -------- | -------- | -------- | -------- | -------- | -------- | -------- | -------- |
| Oro     | Aladár Gerevich | Ungheria    | 7        | 35 | 18 | X        | 5-4      | 5-4      | 5-3      | 5-2      | 5-2      | 5-1      | 5-2      |
| Argento | Vincenzo Pinton | Italia      | 5        | 32 | 23 | 4-5      | X        | 3-5      | 5-2      | 5-3      | 5-4      | 5-4      | 5-0      |
| Bronzo  | Pál Kovács      | Ungheria    | 5        | 33 | 24 | 4-5      | 5-3      | X        | 5-2      | 5-4      | 5-4      | 5-1      | 4-5      |
| 4       | Jacques Lefèvre | Francia     | 4        | 27 | 26 | 3-5      | 2-5      | 2-5      | X        | 5-4      | 5-1      | 5-3      | 5-3      |
| 5       | George Worth    | Stati Uniti | 2        | 26 | 27 | 2-5      | 3-5      | 4-5      | 4-5      | X        | 3-5      | 5-1      | 5-1      |
| 6       | Gastone Darè    | Italia      | 2        | 25 | 30 | 2-5      | 4-5      | 4-5      | 1-5      | 5-3      | X        | 4-5      | 5-2      |
| 7       | Tibor Nyilas    | Stati Uniti | 2        | 20 | 31 | 1-5      | 4-5      | 1-5      | 3-5      | 1-5      | 5-4      | X        | 5-2      |
| 8       | Antonio Haro    | Messico     | 1        | 15 | 34 | 2-5      | 0-5      | 5-4      | 3-5      | 1-5      | 2-5      | 2-5      | X        |